# Etheostoma pyrrhogaster
Etheostoma pyrrhogaster es una especie de peces de la familia Percidae en el orden de los Perciformes.

## Morfología
Los machos pueden llegar alcanzar los 7 cm de longitud total.

## Distribución geográfica
Se encuentran en Norteamérica: oeste de Kentucky y oeste de Tennessee.